# 玉井京子
玉井 京子（たまい きょうこ、1955年9月20日 - ）は、日本の歌手。テイチクレコード所属。旧芸名：清水 京子（しみず きょうこ）。

## 略歴
兵庫県尼崎市出身。16歳の時、神戸市三宮のカラオケ大会でスカウトされ、高校を中退し上京、歌番組のスタンドイン要員として約1年間活動（この1年間スタンドインで歌った曲は約1000曲）したのち、「清水京子」の芸名で歌手活動を開始。デビュー前に一の宮はじめの元でレッスンを受けている。デビュー当時は研音に所属していた。
30代のときに「玉井京子」に改名し演歌歌手に転向。その後静岡県浜松市に拠点を移し、歌手活動と並行してカラオケ教室の運営を行っている。

## ディスコグラフィ

### シングル
「清水京子」名義
- 最終列車の自由席（1975年8月25日）
- 明日への旅人（1976年）テレビドラマ『江戸特捜指令』主題歌
- 男のくせに（1976年）
- 枯葉のメッセージ（1977年）
- 夢のラストタンゴ（1978年）
- ぼくのプルー（1978年） ※一部レコードでは「石川京子」名義
- 土佐の日曜市（1979年）
- ふられぐせ（1981年）

「玉井京子」名義
- 流氷の詩（2007年8月10日）
- 泣かないわ/泣き上戸（2011年4月17日）
- 想い出綴り（2014年6月18日）
- 五月のバラは美しく（2017年4月19日）
- 人生抱きしめて（2020年5月20日）

### アルバム
「清水京子」名義
- 真赤な枯葉（1975年）

### CMソング
- びわ湖温泉・ホテル紅葉[3]
レコードデビュー前の18歳の頃、CM制作会社の目にとまり、クレジットなしで録音。その時のギャラは本人談によると5000円だった。[5]